# Capensia
Capensia, monotipski rod crvenih algi iz porodice Mesophyllumaceae opisan 2017. godine. Jedina vrsta je poluparazitska (na vrstama Gelidium) morska alga C. fucorum koja je izdvojena iz roda Mesophyllum. Opisivani primjeci su iz Atlantskog oceana (Zelenortska Republika, Kanarski otoci) i Rta Dobre Nade.

## Sinonimi
- Millepora fucorum Esper 1796, bazionim
- Lithophyllum capense Rosanoff 1866
- Mesophyllum capense (Rosanoff) Y.M.Chamberlain 2000